# Драгоманова кућа
Драгоманова кућа је грађевина у Књажевцу, смештена на раскрсници преко пута зграде РГП-а, а налази се на самом почетку улице Добривоја Радосављевића Бобија.

## Историјат
Подигао ју је драгоман Вељко Николић 1907. године, пројекат за градњу је донео из Влашке. За време Првог светског рата у приземљу је била Бугарска банка, а после његовог завршетка Прометна банка Свете Митића. Власник 1927. године кућу продаје браћи Пери и Сави Милосављевић, нови власници су међутим 1930. године банкротирали, па је кућа отишла на добош (купила ју је нека банка). Године 1934. на спрату је било смештено Среско начелство све до адаптације зграде начелства на брду. У току Другог светског рата била је Жандармеријска станица, а после ослобођења стамбена зграда. У њој ће после 1954. године привремено бити смештен и Општински суд, а данас је на спрату стамбени део, а у приземљу трговински.